# Píšť (district d'Opava)
Pour les articles homonymes, voir Píšť.
Píšť (en allemand : Pyschcz ou Sandau ; en polonais : Pyszcz) est une commune du district d'Opava, dans la région de Moravie-Silésie, en République tchèque. Sa population s'élevait à 2 106 habitants en 2021.

## Géographie
Píšť se trouve à 10 km au nord de Hlučín, à 22 km à l'est-nord-est d'Opava, à 19 km au nord-nord-ouest d'Ostrava et à 269 km à l’est de Prague.
La commune est limitée par la Pologne au nord et à l'est, par Hať, Vřesina et Závada au sud et par Bělá à l'ouest.

## Histoire
La première mention écrite de la localité date de 1228.

## Transports
Par la route, Píšť se trouve à 10 km de Hlučín, à 21 km d'Ostrava, à 27 km d'Opava et à 321 km de Prague.